# Milan Damohorský
Milan Damohorský (* 11. dubna 1963 Praha) je český vysokoškolský učitel, odborník na právo životního prostředí, které vyučuje na Právnické fakultě Univerzity Karlovy. Působí i jako advokát.

## Profesní působení
Před rokem 1989 Milan Damohorský působil jako právník u Státního ústavu památkové péče a ochrany přírody. Poté byl odborným asistentem na katedře zemědělskodružstevního a pozemkového práva PF UK, ale brzy přešel na ústav (nyní katedra) práva životního prostředí, kde se stal v roce 2003 vedoucím. Současně je od roku 2000 proděkanem pro zahraniční záležitosti, členem vědecké rady fakulty a ředitelem programu Erasmus.
Mimoto se od ledna 1990 do podzimu 1993 podílel na činnosti legislativního odboru a posléze na odboru ochrany přírody nově vzniklého Ministerstva životního prostředí a spolupracoval s Federálním výborem pro životní prostředí, který vedl doc. Josef Vavroušek. Po jeho smrti v roce 1995 převzal až do roku 2000 výuku předmětů „Ekologie člověka“ a „Trvale udržitelný způsob života“ na FSV UK, přičemž za tuto fakultu byl členem vědecké rady Centra UK pro otázky životního prostředí (ředitel prof. Bedřich Moldan). Současně do konce roku 1998 a znovu od roku 2017 vyučuje předmět „Právo životního prostředí a státní správa“ na ústavu pro životní prostředí PřF UK.
Vedle profilového předmětu katedry práva životního prostředí vyučuje prof. Damohorský na PF UK také další předměty, např. zemědělské právo nebo horní, atomové a energetické právo, stejně jako mezinárodní a evropské právo v oblasti ochrany životního prostředí. Přednáší i v rámci univerzity třetího věku a koordinuje mezinárodní studentské konference s partnerskými pracovišti právnických fakult zejména středo- a západoevropských univerzit. Vedl a vede řadu diplomatů a doktorandů, kteří dosáhli ocenění v různých soutěžích (např. Cena Josefa Vavrouška, v jejímž výboru je členem, Bolzanova cena či Cena rektora Univerzity Karlovy) a kteří působí ve státní správě, v diplomacii nebo dále v akademické sféře.
Milan Damohorský též spoluzaložil Českou společnost pro právo životního prostředí a stal se jejím předsedou. Spolu s prof. Wojciechem Radeckim z polské Akademie věd spoluorganizuje každoroční vědecké konference odborníků zaměřených na právo životního prostředí ze Slovenska, Polska a České republiky. Rovněž je členem několika mezinárodních profesních sdružení, jako je Evropská asociace environmentálních právníků nebo Environmentální akademie Mezinárodního svazu ochrany přírody. Je také zakládajícím členem Českého svazu ochránců přírody, kde byl místopředsedou pro zahraniční věci a styk s veřejností a zastával též funkci tiskového mluvčího. Celkem 19 let byl i místopředsedou jeho základní organizace Troja na Praze 7.

## Dílo
Ve své vědecké činnosti se zaměřil především na otázky budování obecné části systému práva životního prostředí, zejména na otázky právní odpovědnosti na úseku ochrany životního prostředí. V letech 1994 a 1999 vydal dvě monografie, zaměřené na otázky deliktní odpovědnosti a odpovědnosti za ztráty na životním prostředí, na které pak navázal po letech s kolektivem spoluautorů v publikaci AUCI 3/2011 Lidská práva, právní odpovědnost a ochrana životního prostředí. V polovině devadesátých let se spolu s Jaroslavem Drobníkem autorsky podílel na publikaci prvních výukových textů oboru doplňujících sebraná úplná znění zákonů z oblasti práva životního prostředí. Podílel se i na kapitole „Role soudů v ochraně životního prostředí“, která byla publikována v kolektivní monografii pod editorským vedením Pavla Šturmy a Michala Tomáška Nové jevy v právu na počátku 21. století, Svazek III. Proměny veřejného práva (2009), která později získala řadu ocenění.
Mezi nejvýznamnější publikace však patří bezesporu profilová učebnice Právo životního prostředí, kdy prof. Damohorský stál v čele autorského kolektivu. Učebnice vyšla poprvé v roce 2003, následně se dočkala třech aktualizovaných vydání. Komplexním způsobem představuje jak obecnou, tak zvláštní část oboru práva životního prostředí a i díky obsahové mezinárodní dimenzi se jí dostalo pozitivních recenzí v zahraničí.